# Franz Ferdinand von Hohenberg
Franz Ferdinand von Hohenberg, duca di Hohenberg (Artstetten-Pöbring, 13 settembre 1927 – Ried in der Riedmark, 16 agosto 1977), era il figlio maggiore di Massimiliano, duca di Hohenberg e della Contessa Maria di Waldburg at Wolfegg and Waldsee. Fu Duca di Hohenberg dal 1962 al 1977.
Dopo il crollo della monarchia, tutti i titoli austriaci furono aboliti dalla legge nel 1919 e da lì sui nomi consistono solo di nome e cognome, senza von o titolo, diventando semplicemente Franz Ferdinand Hohenberg.

## Biografia
Nacque come Sua Altezza Serenissima Principe Francesco Ferdinando di Hohenberg, nel 1962 alla morte del padre, divenne il secondo duca di Hohenberg e Capo del Casato di Hohenberg.
Il 9 maggio 1956 a Lussemburgo, il principe Francesco sposò la Principessa Elisabetta di Lussemburgo, figlia di Carlotta, granduchessa di Lussemburgo.
Francesco morì il 16 agosto 1977, appena dieci giorni dopo il cognato Carlo di Lussemburgo, suo coetaneo, morto a Pistoia il 26 luglio 1977.
Nel 1977 alla morte di Francesco Ferdinando, senza eredi maschi, gli successe nei diritti dinastici, il fratello minore Giorgio.

## Discendenza
Francesco Ferdinando ed Elisabetta ebbero due figlie:
- SAS la Principessa Anna (Anita) di Hohenberg (nata il 18 agosto 1958), sposò nel 1978 Romée de La Poëze Comte d'Harambure, da cui divorziò nel 1998 e si risposò nel 2005 con Andreas Graf von Bardeau.
- SAS la Principessa Sofia di Hohenberg (nata il 10 maggio 1960), sposò nel 1983 Jean-Louis de Potesta.

## Ascendenza
|                                                |                                           |                                               | Genitori                                    |  |  | Nonni |  |  | Bisnonni                        |  |  | Trisnonni                        |  |
|                                                |                                           |                                               |                                             |  |  |       |  |  | Carlo Ludovico d'Asburgo-Lorena |  |  | Francesco Carlo d'Asburgo-Lorena |  |
|                                                |                                           |                                               |                                             |  |  |       |  |  | Carlo Ludovico d'Asburgo-Lorena |  |  | Francesco Carlo d'Asburgo-Lorena |  |
|                                                |                                           | Sofia di Baviera                              |                                             |  |  |       |  |  | Carlo Ludovico d'Asburgo-Lorena |  |  |                                  |  |
| Francesco Ferdinando d'Asburgo-Este            |                                           |                                               |                                             |  |  |       |  |  | Carlo Ludovico d'Asburgo-Lorena |  |  |                                  |  |
|                                                |                                           | Maria Annunziata di Borbone-Due Sicilie       | Ferdinando II delle Due Sicilie             |  |  |       |  |  |                                 |  |  |                                  |  |
|                                                |                                           | Maria Annunziata di Borbone-Due Sicilie       | Ferdinando II delle Due Sicilie             |  |  |       |  |  |                                 |  |  |                                  |  |
|                                                |                                           | Maria Annunziata di Borbone-Due Sicilie       | Maria Teresa d'Asburgo-Teschen              |  |  |       |  |  |                                 |  |  |                                  |  |
| Maximilian von Hohenberg                       |                                           | Maria Annunziata di Borbone-Due Sicilie       |                                             |  |  |       |  |  |                                 |  |  |                                  |  |
|                                                |                                           | Bohuslaw Chotek von Chotkow                   | Karl Chotek von Chotkow                     |  |  |       |  |  |                                 |  |  |                                  |  |
|                                                |                                           | Bohuslaw Chotek von Chotkow                   | Karl Chotek von Chotkow                     |  |  |       |  |  |                                 |  |  |                                  |  |
|                                                |                                           | Bohuslaw Chotek von Chotkow                   | Marie Berchtold von Ungarschitz             |  |  |       |  |  |                                 |  |  |                                  |  |
| Sophie Chotek von Chotkowa                     |                                           | Bohuslaw Chotek von Chotkow                   |                                             |  |  |       |  |  |                                 |  |  |                                  |  |
|                                                |                                           | Wilhelmine Kinsky von Wchinitz und Tettau     | Joseph Kinsky von Wchinitz und Tettau       |  |  |       |  |  |                                 |  |  |                                  |  |
|                                                |                                           | Wilhelmine Kinsky von Wchinitz und Tettau     | Joseph Kinsky von Wchinitz und Tettau       |  |  |       |  |  |                                 |  |  |                                  |  |
|                                                |                                           | Wilhelmine Kinsky von Wchinitz und Tettau     | Marie Czernin von Chudenitz                 |  |  |       |  |  |                                 |  |  |                                  |  |
| Franz Ferdinand von Hohenberg                  |                                           | Wilhelmine Kinsky von Wchinitz und Tettau     |                                             |  |  |       |  |  |                                 |  |  |                                  |  |
|                                                | Franz von Waldburg zu Wolfegg und Waldsee | Friedrich von Waldburg zu Wolfegg und Waldsee |                                             |  |  |       |  |  |                                 |  |  |                                  |  |
|                                                | Franz von Waldburg zu Wolfegg und Waldsee | Friedrich von Waldburg zu Wolfegg und Waldsee |                                             |  |  |       |  |  |                                 |  |  |                                  |  |
|                                                | Franz von Waldburg zu Wolfegg und Waldsee | Elisabeth von Königsegg-Aulendorf             |                                             |  |  |       |  |  |                                 |  |  |                                  |  |
| Maximilian von Waldburg zu Wolfegg und Waldsee | Franz von Waldburg zu Wolfegg und Waldsee |                                               |                                             |  |  |       |  |  |                                 |  |  |                                  |  |
|                                                |                                           | Sophie von und zu Arco-Zinneburg              | Maximilian von und zu Arco-Zinneburg        |  |  |       |  |  |                                 |  |  |                                  |  |
|                                                |                                           | Sophie von und zu Arco-Zinneburg              | Maximilian von und zu Arco-Zinneburg        |  |  |       |  |  |                                 |  |  |                                  |  |
|                                                |                                           | Sophie von und zu Arco-Zinneburg              | Leopoldine von Waldburg Zeil und Trauchburg |  |  |       |  |  |                                 |  |  |                                  |  |
| Elisabeth von Waldburg zu Wolfegg und Waldsee  |                                           | Sophie von und zu Arco-Zinneburg              |                                             |  |  |       |  |  |                                 |  |  |                                  |  |
|                                                |                                           | Georg Christian Franz von Lobkowicz           | August Longin von Lobkowicz                 |  |  |       |  |  |                                 |  |  |                                  |  |
|                                                |                                           | Georg Christian Franz von Lobkowicz           | August Longin von Lobkowicz                 |  |  |       |  |  |                                 |  |  |                                  |  |
|                                                |                                           | Georg Christian Franz von Lobkowicz           | Maria Anna Bertha zu Schwarzenberg          |  |  |       |  |  |                                 |  |  |                                  |  |
| Maria Sidonia Sophie von Lobkowicz             |                                           | Georg Christian Franz von Lobkowicz           |                                             |  |  |       |  |  |                                 |  |  |                                  |  |
|                                                |                                           | Anna Maria del Liechtenstein                  | Luigi II del Liechtenstein                  |  |  |       |  |  |                                 |  |  |                                  |  |
|                                                |                                           | Anna Maria del Liechtenstein                  | Luigi II del Liechtenstein                  |  |  |       |  |  |                                 |  |  |                                  |  |
|                                                |                                           | Anna Maria del Liechtenstein                  | Franziska Kinsky von Wchinitz und Tettau    |  |  |       |  |  |                                 |  |  |                                  |  |
|                                                |                                           | Anna Maria del Liechtenstein                  |                                             |  |  |       |  |  |                                 |  |  |                                  |  |